# Palazzo Alcorta
Il Palazzo Alcorta è un complesso sito nel quartiere Palermo Chico di Buenos Aires, al 3351 di Avenida Figueroa Alcorta. È composto attualmente da appartamenti tipo loft e da alcuni saloni per eventi. Al pian terreno vi è il Museo Renault.
Era noto in precedenza come Palacio Chrysler, ed è stato uno dei tre soli edifici mai costruiti al mondo con un circuito automobilistico sul tetto, assieme al Lingotto di Torino ed alla fabbrica di automobili Impéria di Nessonvaux (Belgio).

## Storia

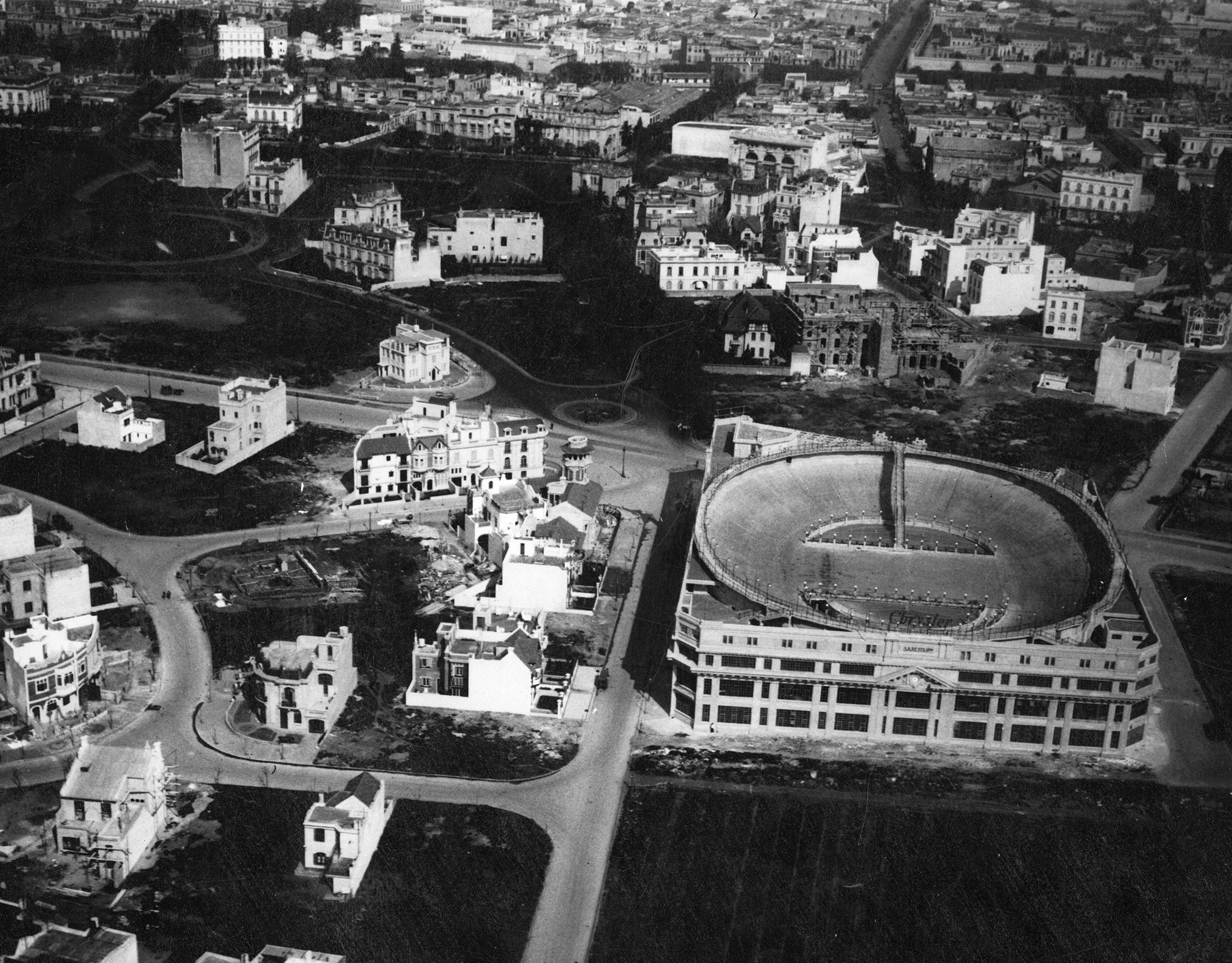
Veduta aerea del Palacio Chrysler e del nascente quartiere Palermo Chico nel 1929. Sul tetto dell'edificio è ben visibile l'ovale automobilistico per il quale il palazzo era celebre.

L'edificio fu progettato nel 1927 ad opera dell'architetto Mario Palanti (progettista anche del Palazzo Barolo e del Palazzo Salvo) come sede del salone d'automobili Concesionaria Resta, concessionaria del marchio Chrysler. Meglio noto come Palacio Chrysler, fu anche nominato Primer Palacio Autódromo en Sud América. La costruzione fu realizzata dall'impresa di Federico Bence, dietro incarico dell'imprenditore Julio Fevre.
Il palazzo, a tre piani, doveva rispondere a molteplici scopi: vi erano saloni per la vendita delle auto, uffici amministrativi, magazzini, officine per il montaggio delle automobili inviate in kit dalla casa madre Chrysler, officine per l'assistenza e per la riparazione dei veicoli.
Nel 1931, Resta Hermanos fu assorbita da Fevre y Basset. Più tardi l'edificio fu occupato dal regime Comando de Arsenales del Ejército Argentino e dal Registro Nacional de Armas. Nel 1992 si sollevò una polemica per l'Expo-Gourmandise, che arrecava disturbo alla quiete pubblica. 
Nel 1993 l'esercito vendette il Palacio Chrysler attraverso il Banco Ciudad. La vendita aveva un esplicito intento di edilizia speculativa, tanto che l'area venne promozionata come "la manzana más cara de la ciudad". Gli abitanti del quartiere Palermo Chico si opposero alla sua trasformazione in centro commerciale.
Nel 1994, lo stabile fu convertito ad opera dello studio MSGSSS in edificio residenziale con loft di lusso. La celebre pista automobilistica sul tetto venne completamente distrutta, e nell'area racchiusa dall'edificio venne realizzato un giardino interno con piscina.
Nella base dell'edificio, dal 2011 è ospitato il Museo Tecnológico Renault.

## Il circuito di prova automobilistico

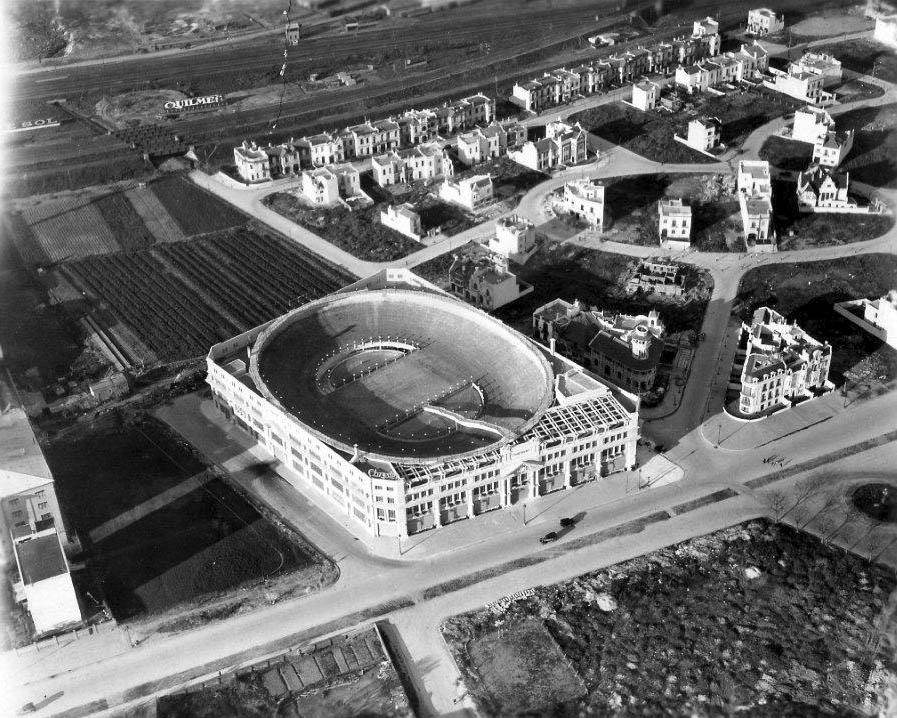
Veduta aerea del Palacio Chrysler nel 1930; a cavallo della pista, in basso a destra, è possibile osservare il ponte a due arcate che conduceva alla balaustrata perimetrale.

La caratteristica peculiare che a suo tempo rese celebre l'edificio fu la pista automobilistica sul tetto, destinata principalmente alla prova ed al collaudo dei veicoli, denominata Estadio Olimpo. 
A differenza del Lingotto di Torino, che era stato costruito in un'area in parte già residenziale ed in parte occupata da un importante scalo ferroviario, nel caso del Palacio Chrysler la costruzione della pista sul tetto non poteva essere motivata con ragioni di mancanza di spazio a livello del terreno: ancora nel 1930 le fotografie aeree dell'area mostrano infatti vasti terreni agricoli circondare l'edificio. La pista sul tetto aveva piuttosto lo scopo di suscitare curiosità ed interesse e contribuire quindi alla promozione commerciale delle automobili.
La pista fu inaugurata il 1º dicembre 1928. Il tracciato era un ovale, con curve sopraelevate lungo l'intero perimetro, che consentivano di raggiungere velocità notevoli nonostante la brevità del circuito, che si sviluppava per circa un miglio. La pista era equipaggiata con un impianto di illuminazione che ne consentiva l'impiego anche di notte. Inizialmente il circuito fu rivestito in laterizi; successivamente, per migliorare la sensazione di guida e consentire velocità maggiori, venne ricoperto di asfalto.
Le automobili potevano salire al livello della pista percorrendo una rampa, parallela ed adiacente all'emiciclo sud, la quale sboccava presso un vertice della vasta area rettangolare costruita al centro dell'arena. Quest'area era normalmente impiegata per la sosta delle auto in prova e per la messa a punto da parte dei meccanici, ma in occasione di corse automobilistiche o altri eventi speciali potevano trovarvi posto fino a 3000 spettatori.  Un ulteriore suggestivo punto d'osservazione per gli spettatori era la balaustrata che percorreva l'intero perimetro esterno del circuito, sulla quale era possibile salire mediante un ponte pedonale a due arcate. 
Il circuito e tutte le sue strutture annesse furono completamente distrutte durante la trasformazione del palazzo in abitazioni civili nel corso degli anni '90 del XX secolo.